# Bordeaux (Schiff)
Die Bordeaux war eine französische Kanalfähre, die nach der deutschen Besetzung Frankreichs von der Kriegsmarine erbeutet, zunächst als Truppentransporter vorgesehen und schließlich 1944 als Lazarettschiff ausgestattet und als solches in Dienst gestellt wurde.

## Bau und Technische Daten
Das Schiff wurde im Jahre 1912 mit der Baunummer 211 auf der Werft der Ateliers et Chantiers de la Loire (ACL) in Saint-Nazaire gebaut und noch im gleichen Jahr von der Chemins de Fer de l’État in Dienst gestellt, die 1938 in der Société Nationale des Chemins de Fer Français aufging. Es war 63,65 m lang und 8,50 m breit, hatte 3,68 m Tiefgang und war mit 774 BRT vermessen. Die Maschinenanlage bestand aus zwei Dampfkesseln und zwei Drei-Zylinder-Dreifachexpansions-Dampfmaschinen, leistete bis zu 1500 PSi und ermöglichte über zwei Wellen und Propeller eine Geschwindigkeit von 14 kn. Die Besatzung zählte 20 Mann.

## Geschichte
Die Bordeaux war die zweite Kanalfähre dieses Namens und wurde auf der Ärmelkanalroute Dieppe – Newhaven eingesetzt, die von der Chemins de Fer de l’Etat und der englischen London, Brighton and South Coast Railway (LBSC) gemeinsam betrieben wurde. Heimathafen war Dieppe.
Bei der deutschen Besetzung Frankreichs im Juni 1940 fiel die Bordeaux in deutsche Hand und wurde von der Kriegsmarine als Truppentransporter für das Unternehmen Seelöwe, die geplante Invasion Englands, dem Seetransportchef z.b.V. unterstellt. Da die Invasion nie durchgeführt wurde, lag das Schiff lange Zeit praktisch ungenutzt im Hafen. 1944 wurde es zum Lazarettschiff umgerüstet und am 29. Juni 1944 als sogenanntes Kleines Lazarettschiff in Dienst gestellt. Am frühen Nachmittag des 1. September 1944 wurde die Bordeaux auf der Fahrt von Saint Helier auf der Kanalinsel Jersey zur Insel Cézembre nördlich von Saint-Malo von dem US-amerikanischen Geleitzerstörer Maloy gestoppt und solange an der Weiterfahrt gehindert, bis am Abend der britische Zerstörer Ulysses eintraf und die Bordeaux in das bereits von den Alliierten besetzte Cherbourg eskortierte.
Das Schiff wurde nach Kriegsende an Frankreich zurückgegeben und 1951 in Belgien abgewrackt.